# The Forbidden Path
The Forbidden Path er en amerikansk stumfilm fra 1918 af J. Gordon Edwards.

## Medvirkende
- Theda Bara som Mary Lynde
- Hugh Thompson som Robert Sinclair
- Sidney Mason som Felix Benavente
- Walter Law som Mr. Lynde
- Florence Martin som Barbara Reynolds